# Louisville and Nashville Railroad
La compagnie de chemin de fer Louisville and Nashville Railroad ou L&N était une compagnie ferroviaire qui opéra en tant que transporteur de marchandises et de passagers dans le sud-est des États-Unis entre 1850 et 1982 lorsqu'elle fusionne avec le Seaboard Air Line Railroad pour créer le Seaboard System Railroad.
Officialisée par l'État du Kentucky en 1850, la compagnie était une des plus anciennes compagnies des États-Unis. Elle avait survécu à la guerre de Sécession, à la crise financière de 1929 et à différentes évolutions technologiques et sociales. Il s'agissait de la première compagnie ferroviaire à s'étendre dans le sud du pays et disposait d'un réseau de plus de 11 250 km.

## Histoire

### Guerre et paix
La première ligne s'étendait au sud de la ville de Louisville (Kentucky) et il fallut attendre 1859 pour que la ligne fasse la liaison avec la ville de Nashville dans le Tennessee. Au déclenchement de la guerre de Sécession, la compagnie comptait environ 400 km de voies ferrées. Située à la frontière entre les états nordistes et les états sudistes, la ligne revêtait un caractère stratégique pour les  belligérants.
Durant cette guerre, les lignes furent ainsi utilisées par les deux armées et de nombreux sabotages se produisirent. Nashville et Louisville furent toutefois rapidement des villes occupées par les nordistes. Et la compagnie profita pleinement de contrats pour acheminer des marchandises et des soldats plus au sud. Les contrats étaient payés avec la monnaie nordiste fédérale qui gardait une forte valeur alors que les états confédérés du sud voyaient leur monnaie se déprécier en permanence. À la fin de la guerre, les compagnies concurrentes situées plus au sud avaient été ravagées par la guerre et ne valaient plus grand-chose à la suite de la perte de valeur du dollar confédéré. La main d'œuvre pour réparer les anciennes lignes de chemins de fer étaient également très bon marché.
La firme eut la possibilité de s'étendre vers le sud très facilement grâce à cette main d'œuvre bon marché et par le manque de concurrence dans ces régions. En moins de 30 ans, les lignes s'étendaient du Missouri et de l'Ohio jusqu'en Floride et en Louisiane.
En 1884, la société fut cotée en bourse dans le Dow Jones Transportation Average. La compagnie était si importante que la compagnie de fabrication de locomotives Rogers Locomotive and Machine Works, qui était le second fabricant du pays, offrit en 1879 une locomotive gratuitement en geste commercial.

### L'ère du charbon

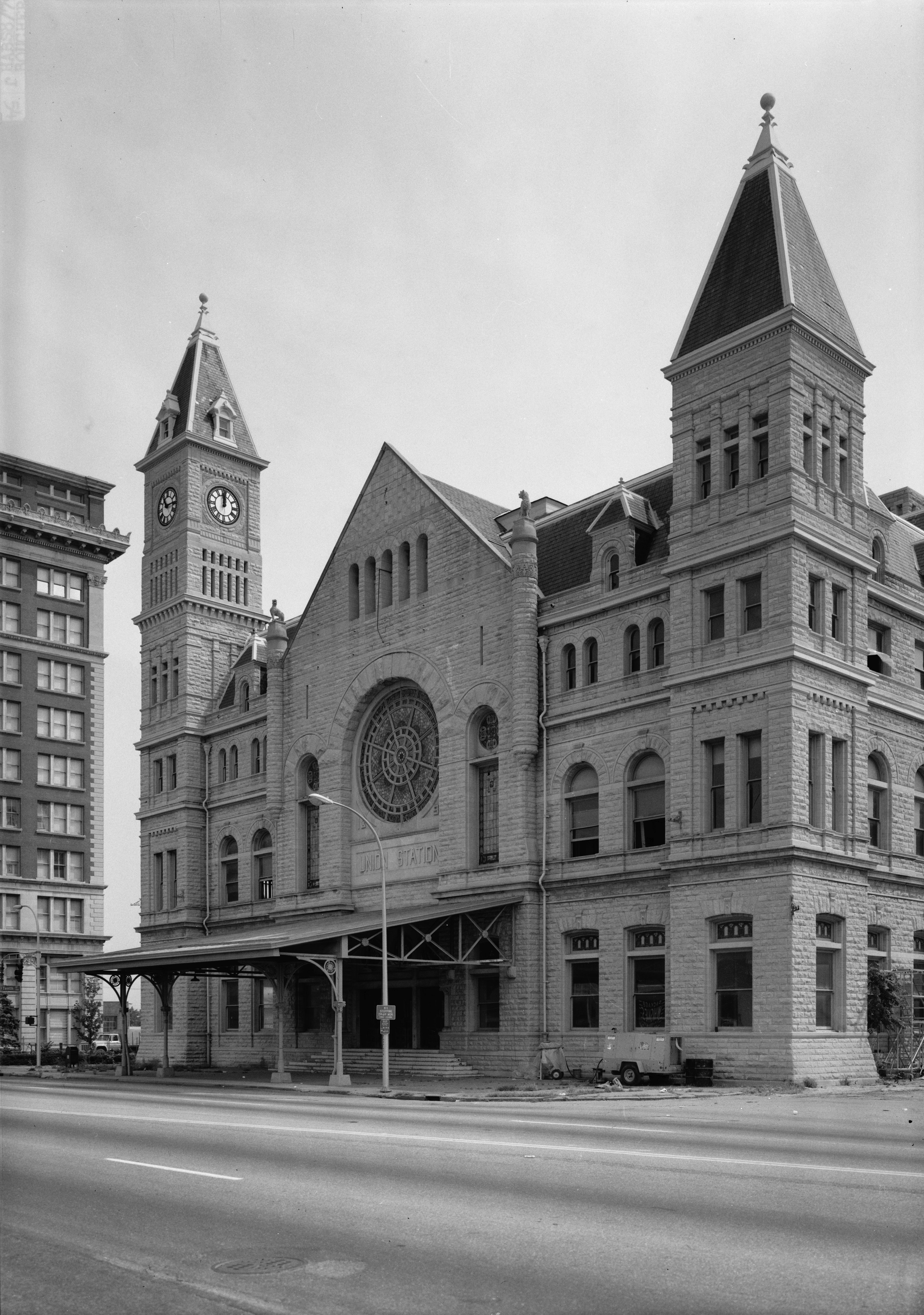
Station de l'Union à Louisville (Kentucky).

Les chemins de fer se développèrent également grâce aux producteurs de charbon de l'est du Kentucky et du nord de l'Alabama. Les premières locomotives fonctionnaient au bois pour créer la vapeur mais le bois fut ensuite également remplacé par le charbon. La région de la petite ville de Birmingham fut le théâtre d'une découverte de gisements de charbons et de minerais de fer. Les ingrédients pour l'industrie de l'acier étaient à disposition et la compagnie de chemin de fer investit rapidement dans la région en contribuant au développement économique considérable de la ville. Le charbon, ce nouveau combustible, permettait aux locomotives de parcourir les 800 km entre Louisville et Montgomery (Alabama) sans recharger leurs stocks de charbon. Les finances de la société étaient au vert ce qui lui permettait d'écraser ses concurrents ou simplement de les racheter. Ce fut le cas en 1880 pour la compagnie concurrente plus ancienne Nashville, Chattanooga and St. Louis Railway qui fut achetée presque entièrement. En 1902, des spéculations financières du célèbre financier J.P. Morgan firent fusionner la compagnie avec celle d'Atlantic Coast Line Railroad mais cela n’entraîna pas de conséquences.

## XXesiècle

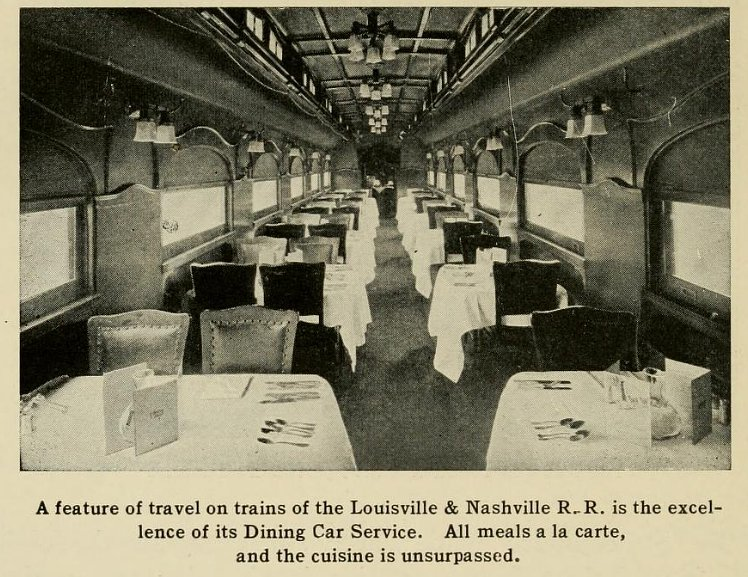
Wagon-restaurant du L&N, vers 1921.

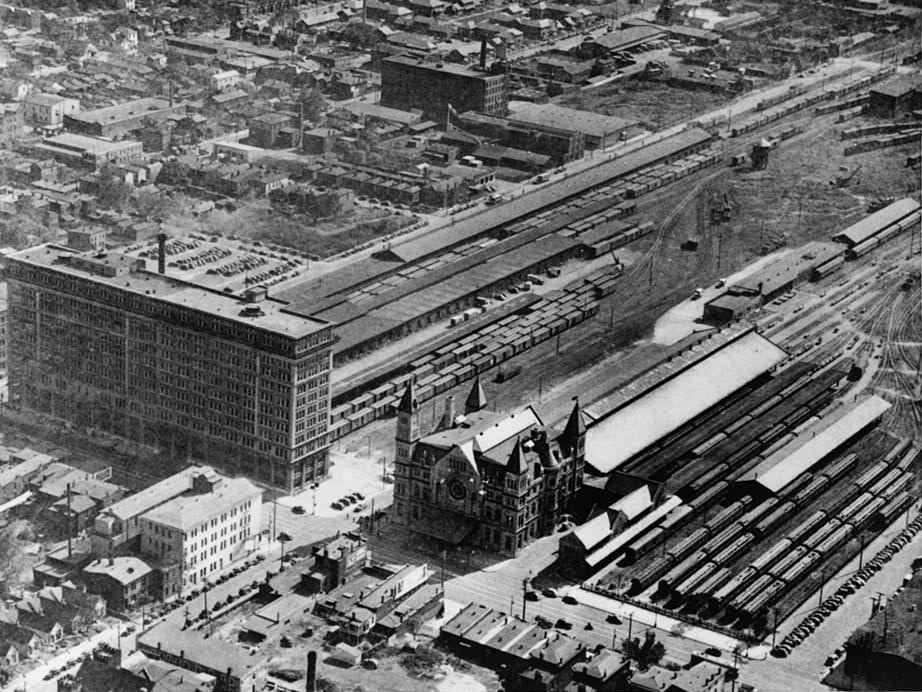
Union Station (Louisville).

Les deux guerres mondiales furent également favorables à la compagnie. Son réseau important était parcouru de marchandises et de troupes pour les efforts de guerre. Après les guerres, les locomotives furent alimentées au diesel. En 1957, la compagnie acheta les dernières parts de la compagnie Nashville, Chattanooga and St. Louis Railway. Dans les années 1960, les lignes se sont étendues jusqu'à la ville de Chicago. Le transport pour passagers de la compagnie se réduisirent petit à petit au fil des années. La société Amtrak racheta une grande partie des derniers services pour passagers en 1971. 
En 1982, de nombreuses fusions dans le domaine virent le jour et la compagnie Seaboard System Railroad absorba la société entièrement. En 1986, la l'ensemble formé changea son nom en CSX Transportation (CSX).